# Stora Halsö
Stora Halsö är en ö i Finland. Den ligger i Finska viken och i kommunen Ingå i den ekonomiska regionen  Raseborg i landskapet Nyland, i den södra delen av landet. Ön ligger omkring 41 kilometer väster om Helsingfors.
Öns area är 21,5 hektar och dess största längd är 1 kilometer i sydväst-nordöstlig riktning. Ön höjer sig omkring 20 meter över havsytan.

## Besökshamn
Stora Halsö är Kopparnä-Storsvik-områdets största ö. Besökshamnen har en brygga, bojar och förtöjningsringar på nordspetsen. Vattendjupet vid bryggan är ca 1,5 meter. I närheten av bryggan finns en eldplats och en toalett. Det finns också en liten bastu på ön. 